# A.S. Deruta
Associazione Sportiva Deruta là một câu lạc bộ bóng đá Ý đến từ Deruta, Umbria.

## Lịch sử
Câu lạc bộ được thành lập vào năm 1926.

## Màu sắc và huy hiệu
Màu sắc của nó là trắng và xanh.